# Liga das Nações de Voleibol Masculino de 2018
A Liga das Nações de Voleibol Masculino de 2018 foi a primeira edição deste torneio promovido pela Federação Internacional de Voleibol (FIVB).
Esta competição emergiu visando substituir a Liga Mundial de Voleibol, que foi disputada entre os anos de 1993 e 2017. Esta mudança e unificação também ocorreu com o Grand Prix de Voleibol.
As finais foram disputadas na cidade francesa de Lille. A Rússia conquistou o título ao derrotar os donos da casa na decisão por 3 sets a 0.

## Participantes
Segue-se, abaixo, o quadro com as dezesseis seleções que participaram da Liga das Nações nesta primeira edição.
| Qualificação         | Qualificados   |
| -------------------- | -------------- |
| Equipes obrigatórias | Alemanha       |
| Equipes obrigatórias | Argentina      |
| Equipes obrigatórias | Brasil         |
| Equipes obrigatórias | China          |
| Equipes obrigatórias | Estados Unidos |
| Equipes obrigatórias | França         |
| Equipes obrigatórias | Japão          |
| Equipes obrigatórias | Irã            |
| Equipes obrigatórias | Itália         |
| Equipes obrigatórias | Polônia        |
| Equipes obrigatórias | Rússia         |
| Equipes obrigatórias | Sérvia         |
| Equipes desafiantes  | Austrália      |
| Equipes desafiantes  | Bulgária       |
| Equipes desafiantes  | Canadá         |
| Equipes desafiantes  | Coreia do Sul  |

## Fórmula de disputa
Fase preliminar
Os dezesseis países participantes foram divididos em dois pontos de qualificação, sendo estes o das equipes consideradas "principais" (12) e as "desafiantes" (4). Ao longo de cinco semanas, todos foram divididos em grupos de quatro integrantes cada, disputando as partidas dentro de cada chave. Cada um dos dezesseis participantes sediou rodadas, ao menos, uma vez. Com base na pontuação geral, os cinco primeiros colocados se classificaram para a fase final. A pior entre as quatro equipes denominadas "desafiantes" será substituída pela seleção vencedora da Challenger Cup de 2018 (a divisão de acesso desta Liga), estando qualificado para a Liga das Nações Masculina de 2019 (como uma equipe "desafiante").
Fase final
Para esta fase, as cinco melhores seleções da fase anterior se uniram ao país que as recebeu. As seis equipes foram divididas em dois grupos com três integrantes cada, disputando partidas dentro de cada chave. As duas primeiras seleções de cada grupo se classificaram às semifinais (o final four). Os perdedores disputaram o terceiro lugar, enquanto que os vencedores fizeram a decisão do torneio.

## Calendário
| Data                           | Local/Equipes                                                   | Local/Equipes                                                     | Local/Equipes                                                         | Local/Equipes                                                          |
| ------------------------------ | --------------------------------------------------------------- | ----------------------------------------------------------------- | --------------------------------------------------------------------- | ---------------------------------------------------------------------- |
| Primeira semana: 25–27 de maio | Grupo 1 · Rouen Austrália · França · Irã · Japão                | Grupo 2 · Ningbo Estados Unidos · China · Argentina · Bulgária    | Grupo 3 · Cracóvia/Katowice Rússia · Coreia do Sul · Polônia · Canadá | Grupo 4 · Kraljevo Brasil · Itália · Alemanha · Sérvia                 |
| Segunda semana: 1–3 de junho   | Grupo 5 · Sófia Austrália · Bulgária · Rússia · Sérvia          | Grupo 6 · Goiânia Brasil · Japão · Coreia do Sul · Estados Unidos | Grupo 7 · San Juan Argentina · Canadá · Irã · Itália                  | Grupo 8 · Łódź Polônia · França · China · Alemanha                     |
| Terceira semana: 8–10 de junho | Grupo 9 · Ottawa Canadá · Alemanha · Estados Unidos · Austrália | Grupo 10 · Osaka Itália · Japão · Bulgária · Polônia              | Grupo 11 · Ufa Irã · China · Rússia · Brasil                          | Grupo 12 · Aix-en-Provence Sérvia · Argentina · Coreia do Sul · França |
| Quarta semana: 15–17 de junho  | Grupo 13 · Seul Austrália · Itália · China · Coreia do Sul      | Grupo 14 · Ludwigsburg Argentina · Rússia · Alemanha · Japão      | Grupo 15 · Hoffman Estates Sérvia · Estados Unidos · Irã · Polônia    | Grupo 16 · Varna Bulgária · França · Canadá · Brasil                   |
| Quinta semana: 22–24 de junho  | Grupo 17 · Melbourne Argentina · Austrália · Polônia · Brasil   | Grupo 18 · Jiangmen China · Canadá · Japão · Sérvia               | Grupo 19 · Teerã Irã · Alemanha · Bulgária · Coreia do Sul            | Grupo 20 · Modena Itália · Estados Unidos · França · Rússia            |
| Fase final: 4–8 de julho Lille |                                                                 |                                                                   |                                                                       |                                                                        |

## Critérios de classificação nos grupos
1. Número de vitórias;
2. Pontos;
3. Razão de sets;
4. Razão de pontos;
5. Resultado da última partida entre os times empatados.

- Placar de 3–0 ou 3–1: 3 pontos para o vencedor, nenhum para o perdedor;
- Placar de 3–2: 2 pontos para o vencedor, 1 para o perdedor.[10]

## Fase preliminar
|  | Equipes classificadas para a fase final           |
|  | Equipe classificada para a fase final (país-sede) |
|  | Equipe excluída da Liga das Nações em 2019        |

|     |                |     | Jogos | Jogos | Jogos | Resultados | Resultados | Resultados | Resultados | Resultados | Resultados | Sets | Sets | Sets  | Pontos | Pontos | Pontos |
| Pos | Equipe         | Pts | T     | V     | D     | 3–0        | 3–1        | 3–2        | 2–3        | 1–3        | 0–3        | V    | P    | R     | V      | P      | R      |
| --- | -------------- | --- | ----- | ----- | ----- | ---------- | ---------- | ---------- | ---------- | ---------- | ---------- | ---- | ---- | ----- | ------ | ------ | ------ |
| 1   | França         | 35  | 15    | 12    | 3     | 7          | 3          | 2          | 1          | 0          | 2          | 38   | 16   | 2.375 | 1295   | 1140   | 1.136  |
| 2   | Rússia         | 34  | 15    | 11    | 4     | 9          | 2          | 0          | 1          | 1          | 2          | 36   | 14   | 2.571 | 1191   | 1096   | 1.087  |
| 3   | Estados Unidos | 33  | 15    | 11    | 4     | 6          | 3          | 2          | 2          | 0          | 2          | 37   | 19   | 1.947 | 1294   | 1183   | 1.094  |
| 4   | Sérvia         | 29  | 15    | 11    | 4     | 3          | 4          | 4          | 0          | 0          | 4          | 33   | 24   | 1.375 | 1289   | 1255   | 1.027  |
| 5   | Brasil         | 30  | 15    | 10    | 5     | 6          | 2          | 2          | 2          | 0          | 3          | 34   | 21   | 1.619 | 1280   | 1213   | 1.055  |
| 6   | Polônia        | 29  | 15    | 10    | 5     | 7          | 2          | 1          | 0          | 2          | 3          | 32   | 19   | 1.684 | 1221   | 1124   | 1.086  |
| 7   | Canadá         | 25  | 15    | 8     | 7     | 5          | 3          | 0          | 1          | 3          | 3          | 29   | 24   | 1.208 | 1219   | 1227   | 0.993  |
| 8   | Itália         | 24  | 15    | 8     | 7     | 3          | 3          | 2          | 2          | 2          | 3          | 30   | 28   | 1.071 | 1315   | 1296   | 1.015  |
| 9   | Alemanha       | 23  | 15    | 7     | 8     | 2          | 4          | 1          | 3          | 2          | 3          | 29   | 30   | 0.967 | 1299   | 1307   | 0.994  |
| 10  | Irã            | 21  | 15    | 7     | 8     | 3          | 2          | 2          | 2          | 4          | 2          | 29   | 30   | 0.967 | 1355   | 1344   | 1.008  |
| 11  | Bulgária       | 17  | 15    | 6     | 9     | 2          | 1          | 3          | 2          | 4          | 3          | 26   | 34   | 0.765 | 1288   | 1351   | 0.953  |
| 12  | Japão          | 15  | 15    | 6     | 9     | 0          | 2          | 4          | 1          | 3          | 5          | 23   | 37   | 0.622 | 1301   | 1374   | 0.947  |
| 13  | Austrália      | 15  | 15    | 5     | 10    | 1          | 3          | 1          | 1          | 4          | 5          | 21   | 35   | 0.600 | 1236   | 1340   | 0.922  |
| 14  | Argentina      | 15  | 15    | 4     | 11    | 3          | 1          | 0          | 3          | 5          | 3          | 23   | 34   | 0.676 | 1270   | 1326   | 0.958  |
| 15  | China          | 9   | 15    | 3     | 12    | 1          | 1          | 1          | 1          | 4          | 7          | 15   | 39   | 0.385 | 1173   | 1291   | 0.909  |
| 16  | Coreia do Sul  | 6   | 15    | 1     | 14    | 1          | 0          | 0          | 3          | 2          | 9          | 11   | 42   | 0.262 | 1108   | 1267   | 0.875  |

Nota: Sérvia ficou na frente do Brasil pelo número de vitórias (11 contra 10).
- As partidas seguem o horário local.

### Semana 1

#### Grupo 1
- Local:  Kindarena, Rouen, França

| Data   | Hora  |           | Placar |           | Set 1 | Set 2 | Set 3 | Set 4 | Set 5 | Total  | Relatório |
| ------ | ----- | --------- | ------ | --------- | ----- | ----- | ----- | ----- | ----- | ------ | --------- |
| 25 mai | 17:00 | Austrália | 1–3    | Japão     | 18–25 | 15–25 | 25–23 | 17–25 |       | 75–98  | Relatório |
| 25 mai | 20:00 | França    | 3–1    | Irã       | 25–20 | 24–26 | 25–20 | 25–17 |       | 99–83  | Relatório |
| 26 mai | 17:00 | Austrália | 0–3    | Irã       | 23–25 | 23–25 | 21–25 |       |       | 67–75  | Relatório |
| 26 mai | 20:00 | França    | 3–1    | Japão     | 25–16 | 20–25 | 25–20 | 25–22 |       | 95–83  | Relatório |
| 27 mai | 15:00 | Irã       | 1–3    | Japão     | 22–25 | 28–30 | 25–23 | 23–25 |       | 98–103 | Relatório |
| 27 mai | 18:00 | França    | 3–0    | Austrália | 25–17 | 25–20 | 36–34 |       |       | 86–71  | Relatório |

#### Grupo 2
- Local:  Ginásio Beilun, Ningbo, China

| Data   | Hora  |           | Placar |                | Set 1 | Set 2 | Set 3 | Set 4 | Set 5 | Total   | Relatório |
| ------ | ----- | --------- | ------ | -------------- | ----- | ----- | ----- | ----- | ----- | ------- | --------- |
| 25 mai | 16:00 | Argentina | 2–3    | Estados Unidos | 27–25 | 26–24 | 24–26 | 21–25 | 10–15 | 108–115 | Relatório |
| 25 mai | 19:30 | China     | 2–3    | Bulgária       | 18–25 | 25–18 | 25–19 | 17–25 | 11–15 | 96–102  | Relatório |
| 26 mai | 16:00 | Bulgária  | 1–3    | Estados Unidos | 19–25 | 25–22 | 19–25 | 20–25 |       | 83–97   | Relatório |
| 26 mai | 19:30 | China     | 3–0    | Argentina      | 25–22 | 25–21 | 25–18 |       |       | 75–61   | Relatório |
| 27 mai | 16:00 | Bulgária  | 3–1    | Argentina      | 19–25 | 25–19 | 25–21 | 25–22 |       | 94–87   | Relatório |
| 27 mai | 19:30 | China     | 0–3    | Estados Unidos | 20–25 | 24–26 | 18–25 |       |       | 62–76   | Relatório |

#### Grupo 3
- Local:  Spodek, Katowice (25 de maio) e Tauron Arena Kraków, Cracóvia (26 e 27 de maio), Polônia

| Data   | Hora  |               | Placar |               | Set 1 | Set 2 | Set 3 | Set 4 | Set 5 | Total | Relatório |
| ------ | ----- | ------------- | ------ | ------------- | ----- | ----- | ----- | ----- | ----- | ----- | --------- |
| 25 mai | 16:00 | Polônia       | 3–0    | Coreia do Sul | 25–20 | 25–18 | 25–21 |       |       | 75–59 | Relatório |
| 25 mai | 19:00 | Rússia        | 3–0    | Canadá        | 26–24 | 25–14 | 25–19 |       |       | 76–57 | Relatório |
| 26 mai | 16:00 | Polônia       | 3–0    | Rússia        | 25–15 | 25–23 | 25–23 |       |       | 75–61 | Relatório |
| 26 mai | 19:00 | Canadá        | 3–0    | Coreia do Sul | 25–20 | 25–17 | 25–19 |       |       | 75–56 | Relatório |
| 27 mai | 16:00 | Polônia       | 3–1    | Canadá        | 25–21 | 26–24 | 21–25 | 25–17 |       | 97–87 | Relatório |
| 27 mai | 19:00 | Coreia do Sul | 0–3    | Rússia        | 26–28 | 21–25 | 15–25 |       |       | 62–78 | Relatório |

#### Grupo 4
- Local:  Kraljevo Sports Hall, Kraljevo, Sérvia

| Data   | Hora  |          | Placar |          | Set 1 | Set 2 | Set 3 | Set 4 | Set 5 | Total  | Relatório |
| ------ | ----- | -------- | ------ | -------- | ----- | ----- | ----- | ----- | ----- | ------ | --------- |
| 25 mai | 17:00 | Alemanha | 1–3    | Itália   | 18–25 | 19–25 | 25–23 | 20–25 |       | 82–98  | Relatório |
| 25 mai | 20:00 | Sérvia   | 0–3    | Brasil   | 22–25 | 22–25 | 24–26 |       |       | 68–76  | Relatório |
| 26 mai | 16:00 | Itália   | 3–2    | Brasil   | 18–25 | 25–19 | 25–21 | 24–26 | 15–8  | 107–99 | Relatório |
| 26 mai | 19:00 | Alemanha | 1–3    | Sérvia   | 25–19 | 21–25 | 16–25 | 14–25 |       | 76–94  | Relatório |
| 27 mai | 16:00 | Brasil   | 3–0    | Alemanha | 26–24 | 25–23 | 26–24 |       |       | 77–71  | Relatório |
| 27 mai | 19:00 | Itália   | 3–0    | Sérvia   | 25–21 | 25–18 | 25–16 |       |       | 75–55  | Relatório |

### Semana 2

#### Grupo 5
- Local:  Arena Armeec, Sófia, Bulgária

| Data  | Hora  |           | Placar |           | Set 1 | Set 2 | Set 3 | Set 4 | Set 5 | Total   | Relatório |
| ----- | ----- | --------- | ------ | --------- | ----- | ----- | ----- | ----- | ----- | ------- | --------- |
| 1 jun | 17:00 | Austrália | 1–3    | Rússia    | 18–25 | 19–25 | 25–18 | 22–25 |       | 84–93   | Relatório |
| 1 jun | 20:00 | Bulgária  | 2–3    | Sérvia    | 17–25 | 25–23 | 25–23 | 21–25 | 14–16 | 102–112 | Relatório |
| 2 jun | 17:00 | Rússia    | 2–3    | Sérvia    | 25–20 | 23–25 | 23–25 | 25–22 | 12–15 | 108–107 | Relatório |
| 2 jun | 20:00 | Bulgária  | 0–3    | Austrália | 23–25 | 23–25 | 24–26 |       |       | 70–76   | Relatório |
| 3 jun | 17:00 | Sérvia    | 3–2    | Austrália | 25–23 | 25–19 | 20–25 | 25–27 | 15–9  | 110–103 | Relatório |
| 3 jun | 20:00 | Bulgária  | 0–3    | Rússia    | 17–25 | 15–25 | 21–25 |       |       | 53–75   | Relatório |

#### Grupo 6
- Local:  Goiânia Arena, Goiânia, Brasil

| Data  | Hora  |               | Placar |                | Set 1 | Set 2 | Set 3 | Set 4 | Set 5 | Total   | Relatório |
| ----- | ----- | ------------- | ------ | -------------- | ----- | ----- | ----- | ----- | ----- | ------- | --------- |
| 1 jun | 12:15 | Japão         | 2–3    | Estados Unidos | 25–23 | 25–13 | 18–25 | 20–25 | 10–15 | 98–101  | Relatório |
| 1 jun | 15:05 | Brasil        | 3–0    | Coreia do Sul  | 25–21 | 25–19 | 25–19 |       |       | 75–59   | Relatório |
| 2 jun | 08:35 | Brasil        | 3–0    | Japão          | 26–24 | 25–19 | 25–20 |       |       | 76–63   | Relatório |
| 2 jun | 11:10 | Coreia do Sul | 0–3    | Estados Unidos | 23–25 | 21–25 | 11–25 |       |       | 55–75   | Relatório |
| 3 jun | 10:05 | Coreia do Sul | 2–3    | Japão          | 29–27 | 19–25 | 25–16 | 26–28 | 12–15 | 111–111 | Relatório |
| 3 jun | 12:40 | Brasil        | 3–2    | Estados Unidos | 21–25 | 20–25 | 25–19 | 25–20 | 20–18 | 111–107 | Relatório |

#### Grupo 7
- Local:  Estádio Aldo Cantoni, San Juan, Argentina

| Data  | Hora  |           | Placar |        | Set 1 | Set 2 | Set 3 | Set 4 | Set 5 | Total   | Relatório |
| ----- | ----- | --------- | ------ | ------ | ----- | ----- | ----- | ----- | ----- | ------- | --------- |
| 1 jun | 18:10 | Canadá    | 3–1    | Itália | 22–25 | 27–25 | 25–23 | 25–16 |       | 99–89   | Relatório |
| 1 jun | 21:10 | Argentina | 2–3    | Irã    | 25–21 | 22–25 | 22–25 | 26–24 | 9–15  | 104–110 | Relatório |
| 2 jun | 18:10 | Irã       | 0–3    | Itália | 23–25 | 18–25 | 20–25 |       |       | 61–75   | Relatório |
| 2 jun | 21:10 | Argentina | 1–3    | Canadá | 22–25 | 18–25 | 26–24 | 23–25 |       | 89–99   | Relatório |
| 3 jun | 16:10 | Irã       | 1–3    | Canadá | 23–25 | 22–25 | 25–21 | 21–25 |       | 91–96   | Relatório |
| 3 jun | 19:10 | Argentina | 3–0    | Itália | 25–19 | 33–31 | 25–20 |       |       | 83–70   | Relatório |

#### Grupo 8
- Local:  Atlas Arena, Łódź, Polônia

| Data  | Hora  |          | Placar |          | Set 1 | Set 2 | Set 3 | Set 4 | Set 5 | Total  | Relatório |
| ----- | ----- | -------- | ------ | -------- | ----- | ----- | ----- | ----- | ----- | ------ | --------- |
| 1 jun | 16:00 | Polônia  | 3–0    | França   | 25–19 | 25–20 | 25–22 |       |       | 75–61  | Relatório |
| 1 jun | 19:00 | China    | 1–3    | Alemanha | 25–23 | 18–25 | 22–25 | 21–25 |       | 86–98  | Relatório |
| 2 jun | 16:00 | Polônia  | 3–0    | China    | 25–19 | 25–18 | 25–21 |       |       | 75–58  | Relatório |
| 2 jun | 19:00 | Alemanha | 0–3    | França   | 21–25 | 18–25 | 23–25 |       |       | 62–75  | Relatório |
| 3 jun | 16:00 | Polônia  | 1–3    | Alemanha | 18–25 | 21–25 | 25–21 | 25–27 |       | 89–98  | Relatório |
| 3 jun | 19:00 | França   | 2–3    | China    | 25–16 | 22–25 | 21–25 | 25–16 | 13–15 | 106–97 | Relatório |

### Semana 3

#### Grupo 9
- Local:  TD Place Arena, Ottawa, Canadá

| Data   | Hora  |                | Placar |                | Set 1 | Set 2 | Set 3 | Set 4 | Set 5 | Total   | Relatório |
| ------ | ----- | -------------- | ------ | -------------- | ----- | ----- | ----- | ----- | ----- | ------- | --------- |
| 8 jun  | 16:40 | Alemanha       | 3–0    | Estados Unidos | 25–19 | 25–22 | 25–13 |       |       | 75–54   | Relatório |
| 8 jun  | 19:40 | Canadá         | 3–0    | Austrália      | 25–19 | 26–24 | 25–19 |       |       | 76–62   | Relatório |
| 9 jun  | 16:10 | Estados Unidos | 3–1    | Austrália      | 20–25 | 25–20 | 25–15 | 25–17 |       | 95–77   | Relatório |
| 9 jun  | 19:10 | Canadá         | 1–3    | Alemanha       | 23–25 | 22–25 | 25–20 | 19–25 |       | 89–95   | Relatório |
| 10 jun | 13:10 | Austrália      | 3–2    | Alemanha       | 25–22 | 18–25 | 17–25 | 25–18 | 15–11 | 100–101 | Relatório |
| 10 jun | 16:10 | Canadá         | 1–3    | Estados Unidos | 25–23 | 13–25 | 19–25 | 20–25 |       | 77–98   | Relatório |

#### Grupo 10
- Local:  Ginásio Central Municipal de Osaka, Osaka, Japão

| Data   | Hora  |          | Placar |          | Set 1 | Set 2 | Set 3 | Set 4 | Set 5 | Total   | Relatório |
| ------ | ----- | -------- | ------ | -------- | ----- | ----- | ----- | ----- | ----- | ------- | --------- |
| 8 jun  | 15:40 | Itália   | 2–3    | Polônia  | 17–25 | 25–21 | 17–25 | 31–29 | 10–15 | 100–115 | Relatório |
| 8 jun  | 19:10 | Japão    | 0–3    | Bulgária | 14–25 | 21–25 | 27–29 |       |       | 62–79   | Relatório |
| 9 jun  | 12:40 | Itália   | 3–1    | Bulgária | 25–23 | 25–19 | 21–25 | 25–19 |       | 96–86   | Relatório |
| 9 jun  | 16:10 | Japão    | 0–3    | Polônia  | 16–25 | 21–25 | 20–25 |       |       | 57–75   | Relatório |
| 10 jun | 11:10 | Bulgária | 1–3    | Polônia  | 21–25 | 26–24 | 18–25 | 19–25 |       | 84–99   | Relatório |
| 10 jun | 14:40 | Japão    | 3–2    | Itália   | 21–25 | 25–21 | 23–25 | 25–22 | 15–10 | 109–103 | Relatório |

#### Grupo 11
- Local:  Ufa Arena, Ufa, Rússia

| Data   | Hora  |        | Placar |        | Set 1 | Set 2 | Set 3 | Set 4 | Set 5 | Total  | Relatório |
| ------ | ----- | ------ | ------ | ------ | ----- | ----- | ----- | ----- | ----- | ------ | --------- |
| 8 jun  | 16:30 | China  | 0–3    | Irã    | 19–25 | 20–25 | 15–25 |       |       | 54–75  | Relatório |
| 8 jun  | 19:00 | Rússia | 1–3    | Brasil | 21–25 | 20–25 | 27–25 | 18–25 |       | 86–100 | Relatório |
| 9 jun  | 16:30 | Irã    | 2–3    | Brasil | 17–25 | 25–23 | 19–25 | 25–21 | 13–15 | 99–109 | Relatório |
| 9 jun  | 19:00 | Rússia | 3–0    | China  | 25–23 | 25–23 | 31–29 |       |       | 81–75  | Relatório |
| 10 jun | 16:30 | China  | 0–3    | Brasil | 20–25 | 19–25 | 25–27 |       |       | 64–77  | Relatório |
| 10 jun | 19:00 | Rússia | 3–1    | Irã    | 28–30 | 25–23 | 27–25 | 25–21 |       | 105–99 | Relatório |

#### Grupo 12
- Local:  L'arena du pays d'Aix, Aix-en-Provence, França

| Data   | Hora  |               | Placar |               | Set 1 | Set 2 | Set 3 | Set 4 | Set 5 | Total | Relatório |
| ------ | ----- | ------------- | ------ | ------------- | ----- | ----- | ----- | ----- | ----- | ----- | --------- |
| 8 jun  | 17:00 | Argentina     | 1–3    | Sérvia        | 25–20 | 23–25 | 15–25 | 22–25 |       | 85–95 | Relatório |
| 8 jun  | 20:00 | França        | 3–0    | Coreia do Sul | 25–21 | 25–18 | 25–22 |       |       | 75–61 | Relatório |
| 9 jun  | 18:00 | França        | 3–1    | Argentina     | 25–18 | 25–16 | 23–25 | 25–20 |       | 98–79 | Relatório |
| 9 jun  | 21:00 | Coreia do Sul | 0–3    | Sérvia        | 16–25 | 23–25 | 19–25 |       |       | 58–75 | Relatório |
| 10 jun | 15:00 | Coreia do Sul | 0–3    | Argentina     | 20–25 | 23–25 | 24–26 |       |       | 67–76 | Relatório |
| 10 jun | 18:00 | França        | 3–0    | Sérvia        | 31–29 | 25–16 | 25–15 |       |       | 81–60 | Relatório |

### Semana 4

#### Grupo 13
- Local:  Jangchung Arena, Seul, Coreia do Sul

| Data   | Hora  |               | Placar |           | Set 1 | Set 2 | Set 3 | Set 4 | Set 5 | Total   | Relatório |
| ------ | ----- | ------------- | ------ | --------- | ----- | ----- | ----- | ----- | ----- | ------- | --------- |
| 15 jun | 16:00 | China         | 1–3    | Itália    | 23–25 | 21–25 | 25–19 | 17–25 |       | 86–94   | Relatório |
| 15 jun | 18:00 | Coreia do Sul | 1–3    | Austrália | 25–23 | 19–25 | 19–25 | 21–25 |       | 84–98   | Relatório |
| 16 jun | 14:00 | Coreia do Sul | 2–3    | Itália    | 23–25 | 19–25 | 25–22 | 25–22 | 12–15 | 104–109 | Relatório |
| 16 jun | 17:00 | Austrália     | 3–1    | China     | 25–27 | 41–39 | 29–27 | 25–21 |       | 120–114 | Relatório |
| 17 jun | 14:00 | Coreia do Sul | 3–0    | China     | 25–21 | 25–21 | 25–22 |       |       | 75–64   | Relatório |
| 17 jun | 17:00 | Itália        | 1–3    | Austrália | 25–27 | 25–18 | 19–25 | 23–25 |       | 92–95   | Relatório |

#### Grupo 14
- Local:  MHP Arena, Ludwigsburg, Alemanha

| Data   | Hora  |           | Placar |           | Set 1 | Set 2 | Set 3 | Set 4 | Set 5 | Total   | Relatório |
| ------ | ----- | --------- | ------ | --------- | ----- | ----- | ----- | ----- | ----- | ------- | --------- |
| 15 jun | 18:00 | Alemanha  | 2–3    | Japão     | 22–25 | 25–21 | 15–25 | 25–20 | 12–15 | 99–106  | Relatório |
| 15 jun | 20:30 | Rússia    | 3–0    | Argentina | 25–20 | 25–20 | 26–24 |       |       | 76–64   | Relatório |
| 16 jun | 16:00 | Alemanha  | 3–1    | Argentina | 25–19 | 25–19 | 20–25 | 25–22 |       | 95–85   | Relatório |
| 16 jun | 19:00 | Rússia    | 3–0    | Japão     | 25–16 | 25–22 | 25–23 |       |       | 75–61   | Relatório |
| 17 jun | 12:00 | Argentina | 2–3    | Japão     | 24–26 | 25–12 | 25–23 | 23–25 | 11–15 | 108–101 | Relatório |
| 17 jun | 15:00 | Alemanha  | 0–3    | Rússia    | 18–25 | 24–26 | 18–25 |       |       | 60–76   | Relatório |

#### Grupo 15
- Local:  Sears Center, Hoffman Estates, Estados Unidos

| Data   | Hora  |                | Placar |         | Set 1 | Set 2 | Set 3 | Set 4 | Set 5 | Total   | Relatório |
| ------ | ----- | -------------- | ------ | ------- | ----- | ----- | ----- | ----- | ----- | ------- | --------- |
| 15 jun | 17:30 | Polônia        | 0–3    | Irã     | 24–26 | 24–26 | 22–25 |       |       | 70–77   | Relatório |
| 15 jun | 20:00 | Estados Unidos | 3–0    | Sérvia  | 25–22 | 25–16 | 25–14 |       |       | 75–52   | Relatório |
| 16 jun | 14:00 | Irã            | 2–3    | Sérvia  | 25–21 | 22–25 | 25–27 | 25–20 | 11–15 | 108–108 | Relatório |
| 16 jun | 19:30 | Estados Unidos | 3–0    | Polônia | 25–20 | 25–19 | 25–19 |       |       | 75–58   | Relatório |
| 17 jun | 12:00 | Polônia        | 0–3    | Sérvia  | 23–25 | 23–25 | 23–25 |       |       | 69–75   | Relatório |
| 17 jun | 17:30 | Estados Unidos | 3–0    | Irã     | 29–27 | 25–20 | 26–24 |       |       | 80–71   | Relatório |

#### Grupo 16
- Local:  Palácio de Cultura e Esportes, Varna, Bulgária

| Data   | Hora  |          | Placar |        | Set 1 | Set 2 | Set 3 | Set 4 | Set 5 | Total   | Relatório |
| ------ | ----- | -------- | ------ | ------ | ----- | ----- | ----- | ----- | ----- | ------- | --------- |
| 15 jun | 15:30 | Canadá   | 3–0    | Brasil | 25–22 | 34–32 | 25–23 |       |       | 84–77   | Relatório |
| 15 jun | 18:30 | Bulgária | 0–3    | França | 21–25 | 20–25 | 23–25 |       |       | 64–75   | Relatório |
| 16 jun | 15:30 | França   | 3–0    | Brasil | 25–19 | 25–23 | 25–23 |       |       | 75–65   | Relatório |
| 16 jun | 18:30 | Bulgária | 3–0    | Canadá | 25–22 | 25–19 | 29–27 |       |       | 79–68   | Relatório |
| 17 jun | 15:30 | França   | 3–2    | Canadá | 25–19 | 22–25 | 25–22 | 24–26 | 16–14 | 112–106 | Relatório |
| 17 jun | 18:30 | Bulgária | 3–2    | Brasil | 25–22 | 19–25 | 25–15 | 18–25 | 15–12 | 102–99  | Relatório |

### Semana 5

#### Grupo 17
- Local:  Melbourne Park Multi-Purpose Venue, Melbourne, Austrália

| Data   | Hora  |           | Placar |           | Set 1 | Set 2 | Set 3 | Set 4 | Set 5 | Total | Relatório |
| ------ | ----- | --------- | ------ | --------- | ----- | ----- | ----- | ----- | ----- | ----- | --------- |
| 22 jun | 18:40 | Polônia   | 3–0    | Argentina | 26–24 | 25–20 | 29–27 |       |       | 80–71 | Relatório |
| 22 jun | 21:10 | Austrália | 0–3    | Brasil    | 22–25 | 19–25 | 19–25 |       |       | 60–75 | Relatório |
| 23 jun | 17:40 | Austrália | 1–3    | Argentina | 20–25 | 19–25 | 25–20 | 21–25 |       | 85–95 | Relatório |
| 23 jun | 20:10 | Brasil    | 3–1    | Polônia   | 25–22 | 25–23 | 23–25 | 25–23 |       | 98–93 | Relatório |
| 24 jun | 12:10 | Brasil    | 0–3    | Argentina | 23–25 | 22–25 | 21–25 |       |       | 66–75 | Relatório |
| 24 jun | 15:10 | Austrália | 0–3    | Polônia   | 16–25 | 24–26 | 23–25 |       |       | 63–76 | Relatório |

#### Grupo 18
- Local:  Jiangmen Sports Hall, Jiangmen, China

| Data   | Hora  |        | Placar |        | Set 1 | Set 2 | Set 3 | Set 4 | Set 5 | Total   | Relatório |
| ------ | ----- | ------ | ------ | ------ | ----- | ----- | ----- | ----- | ----- | ------- | --------- |
| 22 jun | 16:00 | Canadá | 0–3    | Sérvia | 21–25 | 18–25 | 17–25 |       |       | 56–75   | Relatório |
| 22 jun | 19:30 | China  | 3–1    | Japão  | 25–16 | 25–21 | 18–25 | 25–22 |       | 93–84   | Relatório |
| 23 jun | 16:00 | Japão  | 1–3    | Sérvia | 28–26 | 33–35 | 21–25 | 18–25 |       | 100–111 | Relatório |
| 23 jun | 19:30 | China  | 0–3    | Canadá | 21–25 | 23–25 | 22–25 |       |       | 66–75   | Relatório |
| 24 jun | 16:00 | Japão  | 0–3    | Canadá | 23–25 | 20–25 | 22–25 |       |       | 65–75   | Relatório |
| 24 jun | 19:30 | China  | 1–3    | Sérvia | 21–25 | 22–25 | 25–17 | 15–25 |       | 83–92   | Relatório |

#### Grupo 19
- Local:  Estádio Indoor Azadi, Teerã, Irã

| Data   | Hora  |          | Placar |               | Set 1 | Set 2 | Set 3 | Set 4 | Set 5 | Total   | Relatório |
| ------ | ----- | -------- | ------ | ------------- | ----- | ----- | ----- | ----- | ----- | ------- | --------- |
| 22 jun | 16:00 | Bulgária | 2–3    | Alemanha      | 25–21 | 22–25 | 25–23 | 23–25 | 13–15 | 108–109 | Relatório |
| 22 jun | 19:15 | Irã      | 3–1    | Coreia do Sul | 27–25 | 23–25 | 25–22 | 25–23 |       | 100–95  | Relatório |
| 23 jun | 16:00 | Alemanha | 3–0    | Coreia do Sul | 25–23 | 25–18 | 25–19 |       |       | 75–60   | Relatório |
| 23 jun | 18:30 | Irã      | 3–1    | Bulgária      | 25–22 | 25–15 | 23–25 | 25–14 |       | 98–76   | Relatório |
| 24 jun | 16:00 | Bulgária | 3–2    | Coreia do Sul | 19–25 | 25–22 | 25–18 | 22–25 | 15–12 | 106–102 | Relatório |
| 24 jun | 18:30 | Irã      | 3–2    | Alemanha      | 25–20 | 23–25 | 25–22 | 22–25 | 15–11 | 110–103 | Relatório |

#### Grupo 20
- Local:  PalaPanini, Modena, Itália

| Data   | Hora  |                | Placar |                | Set 1 | Set 2 | Set 3 | Set 4 | Set 5 | Total   | Relatório |
| ------ | ----- | -------------- | ------ | -------------- | ----- | ----- | ----- | ----- | ----- | ------- | --------- |
| 22 jun | 17:30 | Estados Unidos | 2–3    | França         | 21–25 | 25–23 | 28–26 | 20–25 | 12–15 | 106–114 | Relatório |
| 22 jun | 20:30 | Itália         | 0–3    | Rússia         | 21–25 | 22–25 | 20–25 |       |       | 63–75   | Relatório |
| 23 jun | 17:30 | Estados Unidos | 0–3    | Rússia         | 23–25 | 15–25 | 23–25 |       |       | 61–75   | Relatório |
| 23 jun | 20:30 | Itália         | 3–0    | França         | 25–21 | 25–22 | 27–25 |       |       | 77–68   | Relatório |
| 24 jun | 17:30 | França         | 3–0    | Rússia         | 25–20 | 25–13 | 25–18 |       |       | 75–51   | Relatório |
| 24 jun | 20:30 | Itália         | 0–3    | Estados Unidos | 23–25 | 17–25 | 27–29 |       |       | 67–79   | Relatório |

## Fase final
- Local:  Stade Pierre-Mauroy, Lille, França
- As partidas seguem o horário local (UTC+2).

|  | Equipes classificadas para as semifinais |

### Grupo A
|     |        |     | Jogos | Jogos | Jogos | Resultados | Resultados | Resultados | Resultados | Resultados | Resultados | Sets | Sets | Sets  | Pontos | Pontos | Pontos |
| Pos | Equipe | Pts | T     | V     | D     | 3–0        | 3–1        | 3–2        | 2–3        | 1–3        | 0–3        | V    | P    | R     | V      | P      | R      |
| --- | ------ | --- | ----- | ----- | ----- | ---------- | ---------- | ---------- | ---------- | ---------- | ---------- | ---- | ---- | ----- | ------ | ------ | ------ |
| 1   | França | 5   | 2     | 2     | 0     | 1          | 0          | 1          | 0          | 0          | 0          | 6    | 2    | 3,000 | 183    | 159    | 1.151  |
| 2   | Brasil | 4   | 2     | 1     | 1     | 1          | 0          | 0          | 1          | 0          | 0          | 5    | 3    | 1.667 | 183    | 169    | 1.083  |
| 3   | Sérvia | 0   | 2     | 0     | 2     | 0          | 0          | 0          | 0          | 0          | 2          | 0    | 6    | 0,000 | 115    | 153    | 0.752  |

| Data  | Hora  |        | Placar |        | Set 1 | Set 2 | Set 3 | Set 4 | Set 5 | Total   | Relatório |
| ----- | ----- | ------ | ------ | ------ | ----- | ----- | ----- | ----- | ----- | ------- | --------- |
| 4 jul | 20:45 | França | 3–2    | Brasil | 22–25 | 25–20 | 21–25 | 25–22 | 15–13 | 108–105 | Relatório |
| 5 jul | 20:45 | Sérvia | 0–3    | Brasil | 16–25 | 26–28 | 19–25 |       |       | 61–78   | Relatório |
| 6 jul | 20:45 | França | 3–0    | Sérvia | 25–19 | 25–18 | 25–17 |       |       | 75–54   | Relatório |

### Grupo B
|     |                |     | Jogos | Jogos | Jogos | Resultados | Resultados | Resultados | Resultados | Resultados | Resultados | Sets | Sets | Sets  | Pontos | Pontos | Pontos |
| Pos | Equipe         | Pts | T     | V     | D     | 3–0        | 3–1        | 3–2        | 2–3        | 1–3        | 0–3        | V    | P    | R     | V      | P      | R      |
| --- | -------------- | --- | ----- | ----- | ----- | ---------- | ---------- | ---------- | ---------- | ---------- | ---------- | ---- | ---- | ----- | ------ | ------ | ------ |
| 1   | Rússia         | 6   | 2     | 2     | 0     | 1          | 1          | 0          | 0          | 0          | 0          | 6    | 1    | 6,000 | 172    | 147    | 1.170  |
| 2   | Estados Unidos | 3   | 2     | 1     | 1     | 1          | 0          | 0          | 0          | 0          | 1          | 3    | 3    | 1,000 | 142    | 136    | 1.044  |
| 3   | Polônia        | 0   | 2     | 0     | 2     | 0          | 0          | 0          | 0          | 1          | 1          | 1    | 6    | 0.167 | 144    | 175    | 0.823  |

| Data  | Hora  |                | Placar |                | Set 1 | Set 2 | Set 3 | Set 4 | Set 5 | Total | Relatório |
| ----- | ----- | -------------- | ------ | -------------- | ----- | ----- | ----- | ----- | ----- | ----- | --------- |
| 4 jul | 18:00 | Rússia         | 3–1    | Polônia        | 25–18 | 25–23 | 22–25 | 25–17 |       | 97–83 | Relatório |
| 5 jul | 18:00 | Estados Unidos | 3–0    | Polônia        | 28–26 | 25–17 | 25–18 |       |       | 78–61 | Relatório |
| 6 jul | 18:00 | Rússia         | 3–0    | Estados Unidos | 25–22 | 25–21 | 25–21 |       |       | 75–64 | Relatório |

### Final four
|  | Semifinais     | Semifinais |                |   | Final | Final |
|  |                |            |                |   |       |       |
|  | 7 de julho     |            |                |   |       |       |
|  |                |            |                |   |       |       |
|  | França         | 3          |                |   |       |       |
|  | França         | 3          | 8 de julho     |   |       |       |
|  | Estados Unidos | 2          |                |   |       |       |
|  | Estados Unidos | 2          | França         | 0 |       |       |
|  | 7 de julho     |            | França         | 0 |       |       |
|  |                | Rússia     | 3              |   |       |       |
|  | Rússia         | Rússia     | 3              | 3 |       |       |
|  | Rússia         |            |                | 3 |       |       |
|  | Brasil         | 0          |                |   |       |       |
|  | Brasil         | 0          | Terceiro lugar |   |       |       |
|  |                |            |                |   |       |       |
|  | 8 de julho     |            |                |   |       |       |
|  |                |            |                |   |       |       |
|  | Estados Unidos | 3          |                |   |       |       |
|  | Estados Unidos | 3          |                |   |       |       |
|  | Brasil         | 0          |                |   |       |       |

Semifinais
| Data  | Hora  |        | Placar |                | Set 1 | Set 2 | Set 3 | Set 4 | Set 5 | Total  | Relatório |
| ----- | ----- | ------ | ------ | -------------- | ----- | ----- | ----- | ----- | ----- | ------ | --------- |
| 7 jul | 14:00 | França | 3–2    | Estados Unidos | 25–18 | 25–17 | 23–25 | 24–26 | 15–13 | 112–99 | Relatório |
| 7 jul | 17:00 | Rússia | 3–0    | Brasil         | 25–17 | 25–18 | 25–14 |       |       | 75–49  | Relatório |

Terceiro lugar
| Data  | Hora  |                | Placar |        | Set 1 | Set 2 | Set 3 | Set 4 | Set 5 | Total | Relatório |
| ----- | ----- | -------------- | ------ | ------ | ----- | ----- | ----- | ----- | ----- | ----- | --------- |
| 8 jul | 17:00 | Estados Unidos | 3–0    | Brasil | 25–21 | 28–26 | 28–26 |       |       | 81–73 | Relatório |

Final
| Data  | Hora  |        | Placar |        | Set 1 | Set 2 | Set 3 | Set 4 | Set 5 | Total | Relatório |
| ----- | ----- | ------ | ------ | ------ | ----- | ----- | ----- | ----- | ----- | ----- | --------- |
| 8 jul | 20:45 | França | 0–3    | Rússia | 22–25 | 20–25 | 23–25 |       |       | 65–75 | Relatório |

## Classificação final
| Campeão | Vice-campeão | Terceiro lugar |
| Rússia Ilia Vlasov · Dmitry Kovalev · Artem Volvich · Anton Karpukhov · Dmitry Volkov · Aleksandr Sokolov · Igor Filippov · Dmitriy Muserskiy · Viktor Poletaev · Maxim Mikhaylov · Egor Kliuka · Romanas Shkulyavichus · Igor Kobzar · Aleksei Kabeshov | França Jonas Aguenier · Jenia Grebennikov · Jean Patry · Benjamin Toniutti · Kévin Tillie · Julien Lyneel · Earvin N'Gapeth · Kévin Le Roux · Antoine Brizard · Stéphen Boyer · Nicolas Le Goff · Jérémie Mouiel · Thibault Rossard · Barthélémy Chinenyeze | Estados Unidos Matthew Anderson · Aaron Russell · Taylor Sander · Jeffrey Jendryk · Kawika Shoji · Torey DeFalco · Daniel McDonnell · Micah Christenson · Maxwell Holt · Benjamin Patch · David Smith · Dustin Watten · Erik Shoji · Kyle Ensing |

| 4  | Brasil        |
| 5  | Polônia       |
| 5  | Sérvia        |
| 7  | Canadá        |
| 8  | Itália        |
| 9  | Alemanha      |
| 10 | Irã           |
| 11 | Bulgária      |
| 12 | Japão         |
| 13 | Austrália     |
| 14 | Argentina     |
| 15 | China         |
| 16 | Coreia do Sul |

## Prêmios individuais
A seleção do campeonato foi composta pelos seguintes jogadores:
- MVP (Most Valuable Player):  Maxim Mikhaylov